# Arachnothryx chinajensis
Arachnothryx chinajensis är en måreväxtart som först beskrevs av Paul Carpenter Standley och Julian Alfred Steyermark, och fick sitt nu gällande namn av Attila L. Borhidi. Arachnothryx chinajensis ingår i släktet Arachnothryx och familjen måreväxter. Inga underarter finns listade i Catalogue of Life.